# Thysanobotrya dubia
Thysanobotrya dubia là một loài dương xỉ trong họ Cyatheaceae. Loài này được Posth. mô tả khoa học đầu tiên năm 1936.
Danh pháp khoa học của loài này chưa được làm sáng tỏ. 